# Bas Oskam
Bas Oskam (* 14. August 1980 in Veenendaal) ist ein niederländischer DJ des Hardstyle und Hardcore Techno.

## Karriere
Oskam hörte mit sechs Jahren das erste Mal eine Synthesizer-Compilation und war davon fasziniert. 1995 begann er als Hobby, erste Tracks auf seinem Computer zu erstellen, allerdings ohne sie einem Label zu schicken.
Dies änderte Oskam 2005, als er professioneller wurde und mehr produzierte. Zu diesem Zeitpunkt wurden einige seiner Tracks auch auf Partys gespielt. Sein erster Track wurde auf einer sogenannten Compilation Vinyl veröffentlicht. Erst am 16. Juni 2006 veröffentlichte er seine eigene Vinyl beim Label Asbest. Zu Beginn seiner Karriere produzierte er Hard Trance.
Oskam ist außerdem als Roughstyler, Pavelow und SMD bekannt.

### Als Kasparov
Unter dem Namen Kasparov produziert Oskam seit 2005 ausschließlich Hardcore-Techno beim Label Megarave Records, seine erste Vinyl erschien bei Asbest Records. Seit 2008 besteht Kasparov aus zwei Personen, Bas Oskam und Bas Verheul. Die Musik wird von Oskam produziert, und Verheul ist der DJ.

### Als Noisecontrollers
Das Projekt Noisecontrollers wurde ursprünglich im Jahr 2005 von den Musikproduzenten Bas Oskam und Arjan Terpstra gegründet, die Hardstyle produzieren und auflegen. Bekanntheit erlangte das „Disc Jockey-Team“ im Jahr 2009 mit der In-Qontrol-Hymne Ctrl.Alt.Delete. Am 20. November 2013 gab das Duo bekannt, nicht mehr weiter zusammenzuarbeiten. Arjan Terpstra begründete seine Entscheidung damit, sich auf seinen eigenen Stil konzentrieren zu wollen. Bas Oskam führt das Projekt seitdem alleine fort. Ihren letzten gemeinsamen Auftritt hatten sie auf der Qlimax 2013.

### Unter anderen Pseudonymen
Als Williams Syndrome produzierte er zu Beginn mit Terpstra Rawstyle. Als Pavelow produziert er Dubstyle, spielt diese Tracks aber auch bei Auftritten und integrierte einige der Tracks in sein Album All Around. Als Speedy Bass und Bas Verheul veröffentlicht er Hardcore Techno.

## Diskographie

### Als Kasparov
- 2006: Kasparov – Black Noise
- 2006: Kasparov – The World
- 2006: Kasparov – Soundbending Bitch
- 2006: Kasparov – Witch Craft
- 2006: Kasparov – Scotch Attack
- 2006: Kasparov – Deathrow
- 2006: Kasparov – Notorious
- 2006: Kasparov – Trancepussies
- 2007: Kasparov – Hellraising
- 2007: Kasparov – Intrusion
- 2007: Kasparov – Magic
- 2007: Kasparov – Speaker
- 2007: Kasparov – Instruments
- 2007: Kasparov – The Babson Task
- 2007: Kasparov – Brainproblem
- 2007: Kasparov – Lobster Logic
- 2008: Kasparov – Die You Motherfucker
- 2008: Kasparov – Inferno
- 2009: Kasparov – Manga / The Storyteller
- 2009: Kasparov – Part Of The Project
- 2010: Kasparov – Keep Going / Trapped In This World
- 2011: Kasparov – Pitch Black
- 2012: Kasparov – Around the World / Point of no Return (feat. Evil Activities)
- 2013: Kasparov – The 5th Gathering (Vendetta 2013 Anthem)
- 2014: Kasparov & System Shock feat. Diesel – Dedication
- 2014: The Viper & Kasparov feat. Alee & Diesel – Meltdown
- 2014: Kasparov – Infected by Madness #TiH

### Mit Noisecontrollers
- siehe Noisecontrollers#Diskografie